# Теребля
Теребля (на украински: Теребля) е река в Украйна, десен приток на река Тиса в Закарпатска област, Западна Украйна.
Протича през селата Синевир, Колочава, Драгово и Теребля. Влива се в Тиса при Бущино, откъдето през Дунав – в Черно море.
|  | Тази страница частично или изцяло представлява превод на страницата Tereblia (river) в Уикипедия на английски. Оригиналният текст, както и този превод, са защитени от Лиценза „Криейтив Комънс – Признание – Споделяне на споделеното“, а за съдържание, създадено преди юни 2009 година – от Лиценза за свободна документация на ГНУ. Прегледайте историята на редакциите на оригиналната страница, както и на преводната страница, за да видите списъка на съавторите. ВАЖНО: Този шаблон се отнася единствено до авторските права върху съдържанието на статията. Добавянето му не отменя изискването да се посочват конкретни източници на твърденията, които да бъдат благонадеждни. |